# Тумиати, Гаэтано
Гаэта́но Тумиа́ти (итал. Gaetano Tumiati; 6 мая 1918, Феррара — 28 октября 2012, Феррара) — итальянский журналист, писатель и литературный критик.

## Биография
Родился 6 мая 1918 года в Ферраре в семье адвоката. Отец Леопольд работал адвокатом, дядя Гуальтьеро — актёр и режиссёр; другой дядя, Доменико, — писатель и драматург; дядя Коррадо — поэт и журналист. Учился в церковной школе варнавитов, затем по стопам отца поступил на университет по специальности юриспруденция, где вступил в группу студентов-фашистов (GUF). Окончил университет с отличием.
Во время Второй мировой войны добровольцем записался в армию, направлен в Ливию. Был взят в плен, интернирован в лагерь для военнопленных в Херфорде, штат Техас, США. Воспоминания об этом периоде жизни позднее легли в основу его книги «Prigionieri nel Texas» («Заключенные в Техасе»), опубликованной в 1985 году. Его брат Франческо Тумиати стал партизаном, был схвачен и расстрелян фашистами в Кантиано 17 мая 1944 года. Вернулся в Италию в 1946 году, сделал журналистскую карьеру, работал в Китае и Северной Корее журналистом газеты Avanti!, затем редактором L'Illustrazione Italiana и специальным корреспондентом La Stampa. Позже занимал пост заместителя главного редактора Panorama и работал с Il Secolo XIX.
В 1976 году стал лауреатом премии Кампьелло за роман «Il busto di gesso» («Гипсовый бюст»).
Умер 28 октября 2012 года в Ферраре.

## Книги и публикации
- Buongiorno Cina, edizioni Avanti!, Roma, 1954.
- Un avvenire nell’industria grafica, ENIPG, Roma, 1964,.
- Il Busto di Gesso, Mursia, Milano, 1976, (Premio Campiello).
- Prigionieri nel Texas, Mursia, Milano, 1985. ISBN 978-88-425-2369-7
- Questione di statura, Arnoldo Mondadori Editore, Milano, 1989. ISBN 978-88-04-32913-8
- Morire per vivere. Vita e lettere di Francesco Tumiati medaglia d’oro della Resistenza, Corbo Editore, Ferrara, 1997. ISBN 978-88-85325-42-5
- I due collegiali (in lingua italiana), Marsilio, Venezia, 1999. ISBN 9788831771658